# Tarutino
Tarutino (în ucraineană Тарутине, transliterat: Tarutîne, în germană Tarutino) este așezarea de tip urban in raionului Bolgrad din regiunea Odesa, Ucraina. În afara localității principale, nu cuprinde și alte sate. Orașul a fost fondat și locuit de germanii basarabeni.

## Istorie
Imperiul Rus 1814–1917

 Republica Democratică Moldovenească 1917–1918

 Regatul României 1918–1940

 Uniunea Sovietică 1940–1941

 Regatul României 1941–1944

 Uniunea Sovietică 1944–1991

 Ucraina 1991–prezent 
Tarutino a fost fondat în 1814, după Tratatul de la București și a devenit prima colonie germană din Basarabia.
A fost denumit ca urmare a victoriei ruse împotriva francezilor în Bătălia de la Tarutino (1812) de lângă satul Tarutino, regiunea Kaluga din Rusia.

## Personalități

### Născuți în Tarutino
- Lev Gutenmaher (1908–1981), matematician sovietic
- Eliezer Șulman (1923–2006), istoric și metodolog sovietic și israelian, expert biblic
- Israel Gohberg (1928–2009), matematician sovietic moldovean și israelian
- Lucian Pintilie (1933–2018), regizor român

### Au locuit în Tarutino
- Andreas Widmer (1856–1931), fermier german basarabean, politician țarist și om de stat român

## Demografie
Componența lingvistică a așezării de tip urban Tarutino
     Rusă (54,14%)
     Bulgară (26,76%)
     Ucraineană (14,29%)
     Română (3,05%)
     Găgăuză (1,53%)
     Alte limbi (0,1%)
Conform recensământului din 2001, majoritatea populației așezării de tip urban Tarutino era vorbitoare de rusă (54,14%), existând în minoritate și vorbitori de bulgară (26,76%), ucraineană (14,29%), română (3,05%) și găgăuză (1,53%).